# Бахтеяров-Ростовский, Василий Фёдорович
Князь Василий Фёдорович Бахтеяров-Ростовский (ум. 1599) — голова, воевода и боярин во времена Ивана Грозного и Фёдора Ивановича.

## Биография
Из княжеского рода Бахтеяровых-Ростовских. Второй, из трёх сыновей родоначальника рода Фёдора Дмитриевича Бахтеяра Приимкова-Ростовского, который перед кончиной постригся в монахи в Троице-Сергиевом монастыре с именем Феодосий (ум. не ранее 1550). Имел братьев, князей: Ивана Фёдоровича Немого и Михаила Фёдоровича.

### Служба Ивану Грозному
Около 1550 года записан в Тысячной книге в третьей статье по Ростову. В 1565 году, вместе с братьями, упомянут среди ссыльных Ивана Грозного в Казань, Свияжск и Чебоксары, и по видимому его дальнейшие службы во многом зависели от данной ссылки, когда царь хотел держать подальше неблагонадёжных подданных. В 1565—1567 годах третий воевода в Чебоксарах. В 1571 году второй воевода, а в 1573 году вновь третий воевода в Чебоксарах. В 1574 году годовал вторым воеводой в Нижнем Новгороде. В 1576—1579 годах первый воевода в Свияжске, откуда послан в Астрахань. В 1583 году воевода в Кокшайске.

### Служба Фёдору Ивановичу
В феврале 1586 года сидел на окольничем месте при представлении государю польского посла в Столовой палате. В мае 1590 года воевода в Смоленске. В 1591 году, во время нашествия крымских татар, голова «у бежа».
П. Н. Петров в «Истории родов русского дворянства», вероятно ошибочно, показывает князя Василия Фёдоровича в 1608 году — боярином.
В иночестве взял имя Варлаам.

## Семья
Был женат на Софье Богдановне Сабуровой (ум. после 1601), в иночестве Фетинья, дочери Богдана-Феофана Юрьевича Вислоухова-Сабурова (ум. около 1599), сестре Евдокии Сабуровой.
Дочь, Елена Васильевна (ум. 22 мая 1628), в иночестве Евфросиния, жена князя Семёна Андреевича Куракина (ум. 1606). Однако по родословной росписи показан бездетным.